# Liste der Gemeinden in Tirol
Das österreichische Bundesland Tirol gliedert sich in aktuell 277 politisch selbstständige Gemeinden bzw. in 350 Katastralgemeinden.
Legende:
- Gemeindename nach Kommunalverwaltung
  - Gemeindename in normaler Schrift: es gibt zusätzlich eine Katastralgemeinde mit gleichem Namen.
  - Gemeindename in kursiver Schrift: es gibt keine Katastralgemeinde gleichen Namens.
- Eingerückt findet man die dazugehörigen Katastralgemeinden.
  - Katastralgemeinden, die nicht auch gleichzeitig eine Ortschaft sind, sind unverlinkt.
- Name unterstrichen (falls angegeben): Hauptort der Gemeinde (Name der Ortschaft nach Amtlicher Statistik der Statistik Austria)
- Anm: Der Name der Katastralgemeinde wird im amtlichen Kataster vom Bundesamt für Eich- und Vermessungswesen geführt, daher können Name der Gemeinde, der dazugehörenden Katastralgemeinde, und der Ortschaft unterschiedlich sein
  - Name in Klammer ist neuere Schreibweise (Umbenennungen)

Gebietsstand: unbek.
- Einzelne Orte einer Gemeinde findet man aufgrund des Umfanges nur auf den Bezirksseiten

Diese Liste soll dazu dienen, Artikel zu fehlenden Orten zu schreiben, deshalb keine redirects auf direkte Links umstellen. Alle Artikel über die Orte in diesem Bundesland finden sich unter Kategorie:Ort in Tirol.

## A
- Abfaltersbach
- Absam
- Achenkirch
  - Achental
- Ainet
  - Alkus
  - Gwabl
- Aldrans
- Alpbach
- Amlach
- Ampass
  - Ampaß
- Angath
- Angerberg
  - Unterangerberg
- Anras
  - Asch mit Winkl
  - Ried
- Arzl im Pitztal
  - Arzl
- Aschau im Zillertal
  - Aschau
  - Distelberg
- Assling
  - Bannberg
  - Burg-Vergein
  - Dörfl
  - Kosten
  - Oberaßling
  - Penzendorf
  - Schrottendorf
  - Thal
  - Unteraßling
- Aurach bei Kitzbühel
  - Aurach
- Außervillgraten
- Axams

## B
- Bach
- Bad Häring
  - Häring
- Baumkirchen
- Berwang
  - Bichlbächle
  - Mitteregg
  - Rinnen
- Biberwier
- Bichlbach
- Birgitz
- Brandberg
- Brandenberg
- Breitenbach am Inn
  - Breitenbach
- Breitenwang
- Brixen im Thale
- Brixlegg
  - Zimmermoos
- Bruck am Ziller
- Buch in Tirol
  - Buch

## D
- Dölsach
  - Göriach
  - Görtschach-Gödnach
  - Stribach

## E
- Ebbs
  - Buchberg
- Eben am Achensee
  - Eben
- Ehenbichl
- Ehrwald
- Elbigenalp
- Ellbögen
- Ellmau
- Elmen
- Erl

## F
- Faggen
- Fendels
- Fieberbrunn
- Finkenberg
- Fiss
- Flaurling
- Fließ
- Flirsch
- Forchach
- Fritzens
- Fulpmes
- Fügen
- Fügenberg

## G
- Gaimberg
  - Obergaimberg
  - Untergaimberg
- Gallzein
- Galtür
- Gerlos
- Gerlosberg
- Gnadenwald
- Going am Wilden Kaiser
  - Going
- Götzens
- Gramais
- Grän
- Gries am Brenner
- Gries im Sellrain
- Grins
- Grinzens
- Gschnitz

## H
- Haiming
- Hainzenberg
- Hall in Tirol
  - Hall
  - Heiligkreuz I
  - Heiligkreuz II
- Hart im Zillertal
  - Hart
- Hatting
- Häselgehr
- Heinfels
  - Panzendorf
  - Tessenberg
- Heiterwang
- Hinterhornbach
- Hippach
  - Laimach
  - Schwendberg
- Hochfilzen
- Holzgau
- Hopfgarten im Brixental
  - Hopfgarten Land
  - Hopfgarten Markt
- Hopfgarten in Defereggen
- Höfen

## I
- Imst
- Imsterberg
- Innervillgraten
- Innsbruck
  - Amras
  - Arzl
  - Hötting
  - Igls
  - Mühlau
  - Pradl
  - Vill
  - Wilten
- Inzing
- Ischgl
- Iselsberg-Stronach
  - Iselsberg
  - Stronach
- Itter

## J
- Jenbach
- Jerzens
- Jochberg
- Jungholz

## K
- Kaisers
- Kals am Großglockner
  - Kals
- Kaltenbach
- Kappl
- Karres
- Karrösten
- Kartitsch
  - Hollbruck
- Kaunerberg
- Kaunertal
- Kauns
- Kematen in Tirol
  - Kematen
- Kirchberg in Tirol
  - Kirchberg
- Kirchbichl
- Kirchdorf in Tirol
  - Kirchdorf
- Kitzbühel
  - Kitzbühel Land
  - Kitzbühel Stadt
- Kolsass
- Kolsassberg
- Kössen
- Kramsach
  - Mariathal
  - Voldöpp
- Kufstein
  - Morsbach
  - Thierberg
- Kundl
  - Liesfeld

## L
- Ladis
- Landeck
- Langkampfen
- Lans
- Lavant
- Längenfeld
- Lechaschau
  - Frauensee
- Leisach
  - Burgfrieden
- Lermoos
- Leutasch
- Lienz
  - Patriasdorf

## M
- Mariastein
- Matrei am Brenner
  - Mühlbachl
  - Pfons
- Matrei in Osttirol
  - Matrei in Osttirol Land
  - Matrei in Osttirol Markt
- Mayrhofen
- Mieders
- Mieming
- Mils
- Mils bei Imst
  - Mils
- Mötz
- Musau
- Mutters
  - Kreith
- Münster

## N
- Namlos
- Nassereith
- Natters
- Nauders
  - Nauders I
  - Nauders II-Noggels
- Navis
- Nesselwängle
- Neustift im Stubaital
  - Neustift
- Niederndorf
- Niederndorferberg
- Nikolsdorf
  - Lengberg
  - Nörsach
- Nußdorf-Debant
  - Obernußdorf
  - Unternußdorf

## O
- Oberhofen im Inntal
  - Oberhofen
- Oberlienz
  - Glanz
  - Oberdrum
- Obernberg am Brenner
  - Obernberg
- Oberndorf in Tirol
  - Oberndorf
- Oberperfuss
  - Oberperfuß
- Obertilliach
- Obsteig
- Oetz
  - Ötz

## P
- Patsch
- Pettnau
- Pettneu am Arlberg
  - Pettneu
- Pfaffenhofen
- Pfafflar
- Pflach
  - Oberletzen
  - Unterletzen
- Pfunds
- Pians
- Pill
- Pinswang
  - Oberpinswang
  - Unterpinswang
- Polling in Tirol
  - Polling
- Prägraten am Großvenediger
  - Prägraten
- Prutz

## R
- Radfeld
- Ramsau im Zillertal
  - Ramsberg
- Ranggen
- Rattenberg
- Reith bei Kitzbühel
  - Reith
- Reith bei Seefeld
  - Leithen
  - Reith
- Reith im Alpbachtal
  - Hygna
  - Reith
  - Scheffach
- Rettenschöss
  - Rettenschöß
- Reutte
- Ried im Oberinntal
  - Ried
- Ried im Zillertal
  - Ried
- Rietz
- Rinn
- Rohrberg
- Roppen
- Rum

## S
- St. Anton am Arlberg
- St. Jakob in Defereggen
- St. Jakob in Haus
  - St. Jakob
- St. Johann im Walde
- St. Johann in Tirol
- St. Leonhard im Pitztal
  - Pitztal
- St. Sigmund im Sellrain
  - St. Sigmund
- St. Ulrich am Pillersee
  - St. Ulrich
- St. Veit in Defereggen
- Sautens
- Scharnitz
- Schattwald
- Scheffau am Wilden Kaiser
  - Scheffau
- Schlaiten
- Schlitters
- Schmirn
- Schönberg im Stubaital
  - Schönberg
- Schönwies
- Schwaz
- Schwendau
- Schwendt
- Schwoich
- See
- Seefeld in Tirol
  - Seefeld
- Sellrain
- Serfaus
- Sillian
  - Arnbach
  - Sillianberg
- Silz
- Sistrans
- Sölden
- Söll
- Spiss
- Stams
- Stans
- Stanz bei Landeck
  - Stanz
- Stanzach
- Steeg
- Steinach am Brenner
  - Steinach
- Steinberg am Rofan
  - Steinberg
- Strass im Zillertal
  - Straß
- Strassen
- Strengen
- Stumm
- Stummerberg

## T
- Tannheim
- Tarrenz
- Telfes im Stubai
  - Telfes
- Telfs
- Terfens
- Thaur
  - Thaur I
  - Thaur II
- Thiersee
- Thurn
- Tobadill
- Tösens
- Trins
- Tristach
- Tulfes
- Tux

## U
- Uderns
- Umhausen
- Unterperfuss
  - Unterperfuß
- Untertilliach

## V
- Vals
- Vils
- Virgen
- Volders
  - Großvolderberg
  - Kleinvolderberg
- Vomp
- Vorderhornbach
- Völs

## W
- Waidring
- Walchsee
- Wattenberg
- Wattens
  - Vögelsberg
- Wängle
  - Hinterbichl
- Weer
- Weerberg
- Weißenbach am Lech
  - Weißenbach
- Wenns
- Westendorf
- Wiesing
- Wildermieming
- Wildschönau
  - Auffach
  - Niederau
  - Oberau
  - Thierbach
- Wörgl
  - Wörgl-Kufstein
  - Wörgl-Rattenberg

## Z
- Zams
  - Zamserberg
- Zell am Ziller
- Zellberg
- Zirl
- Zöblen